# Кадая (Естонія)
Кадая (ест. Kadaja) — село в Естонії, входить до складу волості Моосте, повіту Пилвамаа.